# غل أباد (نائين)
غل‌ أباد هي قرية في مقاطعة نائين، إيران. عدد سكان هذه القرية هو 15 في سنة 2006.